# Slaget vid Muriqi
Slaget vid Muriqi (1861-1862) var ett slag mellan albanska malesorer från Muriqi (Shkodra), Krajë (Serbiska: Skadarska krajina), (dagens Montenegro) och Montenegrinska styrkor ledda av Danilo I Petrović-Njegoš år 1861-1862. Den montenegrinska generalen Mirko Petrovics styrkor hade planerat en attack mot Muriqi-regionen med kaptenerna Joko Kusovac, Gjoko Pejovic och Ilia Pllamac för att expandera kungadömet Montenegro. Montenegrinerna från Krajë, Selca och Krricë väntade på att attackera den norra delen av Muriqi som var bebodd av albaner. Kapten Ilia Pllamenac hade 200 soldater redo. På andra sidan planerade Savo Vujovic en attack söder om Muriqi med 400 män från Dupillo, Bercela och Salca. Den montenegrinske prästen Millo Vojvodic beordrade sina styrkor att blockera alla vägar från Tivar (Bar) så att förstärkningar inte kunde nå albanerna i Muriqi. Albanerna var segrande i striderna 1861 men förlorade striderna år 1862.

## Bakgrund
Krajë var gränsområdet mellan Montenegro och Albanien med byn Cermnicë i mitten. Enligt Marjan Bolica sträckte sig byarna till sjön Shkoder och vid sidan av Pashtrovice. Cermnica hade två stammar, Cermica och Limnjan. Under 1700-talet fick stammarna hjälp från Cetinje (dåtidens huvudstad i Montenegro) när de stred med albanerna i Krajë. Gränsen mellan det Osmanska riket och Montenegro blev tydligare efter att ha avgjorts av den tekniska kommissionen vid ambassadörskonferensen i Istanbul den 8 oktober 1859. Gränsen gick vid Vranjina och sjön Shkoder, vid sidan av bergen Godenë och Selca (som var på den osmanska sidan) och linjen fortsatte till Sutormani. Byn Pepiqi stannade inom Montenegro. Efter mordet på Danilo I Petrović-Njegoš den 31 augusti 1860 ersatte prins Nikola I Petrović-Njegoš honom. Kungen valde att expandera vidare på albanskt territorium. Gränsskärmningarna av 1860 ökade med kungens befälhavare Vojvoda Mirko Petrovics samlingsstyrkor. Kraja-regionen hade, sedan den grundades för 400 år sedan, varit en geografisk, demografisk, ekonomisk, historisk och kulturell för malesorerna.

## Anfallet
Anfallet utfördes av Ilia Pllamenac och Savo Vujovic. På morgonen den 15 november 1861 attackerade Pllamenac den norra delen av Muriqi. Attacken var brutal och albanerna tog skydd i sina borgar. Montenegrinerna bröt ner dörrarna, massakrerade, brände och plundrade. Albanerna, män och kvinnor, motstod attackerna. Montenegrinerna gick till attack mot byn Rrjepshi där de plundrade och brände. Båda sidorna led stora förluster. Ilia Pllamenac tog sig tillbaka med sina sårade till Cermnica. Savo Vujovic attackerade den södra delen av Muriqi. Under kampen slogs de kvinnliga bönderna och Montenegrinerna besegrades med deras ledare Savo Vujovic. Innan slaget hade han sagt till prins Danilo att "I striden kommer jag antingen att döda turkarna (albanerna) eller bli dödad själv". Många frivilliga från Shkodra deltog. Kampen slutade med ankomsten av förstärkningar. Montenegrinerna återvände till Krricë och Cermicë. Albanerna av Shestani dödade 8 montenegrinska soldater från Orahov. Strider slutade inte och 16 februari 1862 attackerade Montenegrinska styrkor Zupcin, Tungengjil och närliggande byar i Kraje. Tidningen "Laichbacher Zeitung" från Ljubljana skrev den 3 februari om en hård kamp i Shestan mellan Montenegriner och Albaner, 50 albaner dödades. Cirka 3000 Montenegrier var stationerade i Krike och Selcë. Medan albanerna av Shestan var omringade av Montenegrier, kom Hasan Hoti, en albansk adelsman och patriot, med volontärer. Montenegrinerna fortsatte i byn Dracenica med 500 män och de attackerade byn Vucerake. Den 23 februari 1862 uppstod en hård kamp i Krricë. Enligt montenegrinska skrifter dödades 1200 medan omkring 190 albaner skadade. 514 albanska byborna rånades. Montenegrinerna drabbades av 45 dödade och omkring 150 sårade. Bajraktarerna av Krajë, Ali Brahimi, tillsammans med Hasan Hoti, Hajdar Aga, Myrta Smajli och Bimbash Shaban Myrta, gick med i slaget. Montenenegrinerna segrade.

## Historia
År 1835 skrev resenären Louis Hyacinthe Hecquard att byarna Krajë hade 430 hus med 3000 muslimer och katoliker. År 1876 hade byarna 600 män i vapen och 250 i byarna Muriq och Shestan. År 1692 hade Sulejman Pasha albanska krigare från Krajë när han kämpade mot Montenegrinska styrkor.